# Южноамериканская конфедерация волейбола
Южноамериканская конфедерация волейбола (исп. Confederation Sudamerica de Voleibol, сокр. CSV) — управляющая южноамериканским волейболом структура. Объединяет 12 национальных федераций. Представляет Международную федерацию волейбола (ФИВБ) в странах Южной Америки. Официальные языки — испанский и португальский. Штаб-квартира находится в Рио-де-Жанейро (Бразилия). С 2021 года президентом CSV является Марко Туллио Гомис Тейшейра (Бразилия).

## История
Южноамериканская конфедерация волейбола (CSV) образована 3 июля 1946 года на конгрессе в Рио-де-Жанейро (Бразилия). Является старейшей континентальной волейбольной конфедерацией. В 1947 году две южноамериканские национальные федерации (Бразилии и Уругвая) вошли в число учредителей ФИВБ. В 1951 году ряды ФИВБ пополнили Аргентина, Венесуэла и Эквадор, в 1955 — Колумбия, Парагвай и Перу, в 1959 — Чили, в 1966 — Боливия и Гайана, в 1997 году — Французская Гвиана.
В 1951 году в Рио-де-Жанейро (Бразилия) прошёл первый чемпионат Южной Америки по волейболу среди мужских и женских национальных сборных.
В 1955 году в Мехико (Мексика) проведён первый волейбольный турнир в рамках II Панамериканских игр среди мужских и женских национальных сборных американского континента.
С 1972 года проходят чемпионаты Южной Америки по волейболу среди молодёжных команд, а с 1978 — и среди юниорских сборных.
Кроме этого совместно с Конфедерацией волейбола NORCECA проводятся Кубок Америки среди мужских сборных (с 1998), Кубок «Финал четырёх» среди женских сборных (с 2008), Панамериканский Кубок среди женских (с 2002) и  мужских (с 2006) национальных сборных команд.

## Президенты CSV
1946—1958 —  Селио Негрейрос де Баррос
1958—1961 —  Антонио Жабер
1961—1964 —  Хосе Миро Кесада
1964—1973 —  Луис Матео Фернандес
1973—1977 —  Борис Родригес
1977—1981 —  Хосе Антонио Бермудес
1981—1993 —  Рикардо Руссомандо
1993—2003 —  Луис Морено Гонсалес
2003—2012 —  Ари да Силва Граса Фильо
2012—2021 —  Рафаэль Льоредо Корреа.
с 2021 —  Марко Туллио Гомис Тейшейра

## Структура CSV
Высший орган Южноамериканской конфедерации волейбола — Конгресс.
Для решения задач, поставленных Конгрессом перед CSV, а также уставных требований, делегаты ассамблеи избирают Административный совет. Он собирается не реже одного раза в год. Из состава своих членов Административный совет избирает Исполнительный комитет, который проводит в жизнь решения Конгресса, а также организует повседневную деятельность CSV. Руководит его работой Президент Южноамериканской конфедерации волейбола.
Для решения специальных задач, стоящих перед CSV, в её структуре созданы постоянные технические комиссии: спортивно-организационная, тренерская, финансовая, медицинская, прессы, судейская, совет пляжного волейбола.

### Руководство
- Президент —  Марко Туллио Гомис Тейшейра.
- 1-й вице-президент -  Роберто Эскобар Гонсалес
- Вице-президенты —  Хуан Антонио Гутьеррес,  Лауро Коденья Кобенья,  Сесилия Тайт Вильякорта.
- Генеральный секретарь —  Рената Араужо Лопис Блаут.

## Официальные соревнования
В рамках своей деятельности Южноамериканская конфедерация волейбола отвечает за проведение следующих турниров:
- Волейбольные турниры в рамках Панамериканских игр — один раз в четыре года в предолимпийский сезон (совместно с NORCECA)
- Волейбольные турниры в рамках Центральноамериканских и Карибских игр — один раз в четыре года в межолимпийский сезон (совместно с NORCECA)
- Чемпионат Южной Америки по волейболу — один раз в два года по нечётным годам (с 2026 - по чётным)
- Чемпионаты Южной Америки среди молодёжных сборных команд — один раз в два года по чётным годам
- Чемпионаты Южной Америки среди юниорских сборных команд — один раз в два года по чётным годам
- Чемпионаты Южной Америки среди младших юниорских сборных команд — один раз в два года по нечётным годам
- Квалификационные турниры к олимпийским волейбольным турнирам, чемпионатам мира среди национальных сборных команд и чемпионатам мира среди молодёжных сборных команд
- Панамериканский Кубок по волейболу — ежегодно (совместно с NORCECA)
- Чемпионаты Южной Америки по пляжному волейболу

Упразднённые турниры:
- Кубок Америки по волейболу среди мужских команд — проводился ежегодно совместно с NORCECA
- Кубок «Финал четырёх» по волейболу среди женских команд — проводился ежегодно совместно с NORCECA
- Чемпионаты Южной Америки среди старших молодёжных сборных команд

## Члены CSV
| Страна             | Национальная федерация              | Год вступления в ФИВБ | Сайт                 |
| ------------------ | ----------------------------------- | --------------------- | -------------------- |
| Аргентина          | Federacion del Voleibol Argentino   | 1951                  | feva.org.ar          |
| Боливия            | Federacion Boliviana de Voleibol    | 1966                  |                      |
| Бразилия           | Confederação Brasileira de Voleibol | 1947                  | cbv.com.br           |
| Венесуэла          | Federacion Venezolana de Voleibol   | 1951                  | fvvb.com.ve          |
| Гайана             | Guyana Volleyball Federation        | 1966                  | guyanavolleyball.org |
| Колумбия           | Federacion Colombiana de Voleibol   | 1955                  | fedevolei.com        |
| Парагвай           | Federacion Paraguaya de Voleibol    | 1955                  |                      |
| Перу               | Federacion Peruana de Voleibol      | 1955                  | fpv.pe/              |
| Уругвай            | Federacion Urugaya de Voleibol      | 1947                  | fuv.org.uy           |
| Французская Гвиана | Ligue de Guyane de Volley-Ball      | 1997                  |                      |
| Чили               | Federacion de Voleibol de Chile     | 1959                  | fevochi.cl           |
| Эквадор            | Federacion Ecuatoriana de Voleibol  | 1951                  | voleibolecuador.org  |